# Batopedina
Batopedina là một chi thực vật có hoa trong họ Thiến thảo (Rubiaceae). Chi này được Bernard Verdcourt mô tả vào năm 1953. Các loài trong chi này phân bố ở Burkina Faso, Ghana, Cộng hòa Dân chủ Congo và Zambia.

## Danh sách loài và phân bố
Chi Batopedina gồm các loài:
- Batopedina linearifolia (Bremek.) Verdc.[3][4]
  - Batopedina linearifolia var. glabra E.M.A.Petit[5] - Cộng hòa Dân chủ Congo
  - Batopedina linearifolia var. linearifolia - Zambia
- Batopedina pulvinellata Robbr.[6]
  - Batopedina pulvinellata subsp. glabrifolia Robbr.[6] - Cộng hòa Dân chủ Congo
  - Batopedina pulvinellata subsp. pulvinellata - Cộng hòa Dân chủ Congo
- Batopedina tenuis (A.Chev. ex Hutch. & Dalziel) Verdc.[7][8] - Burkina Faso, Ghana